# Choeung Ek

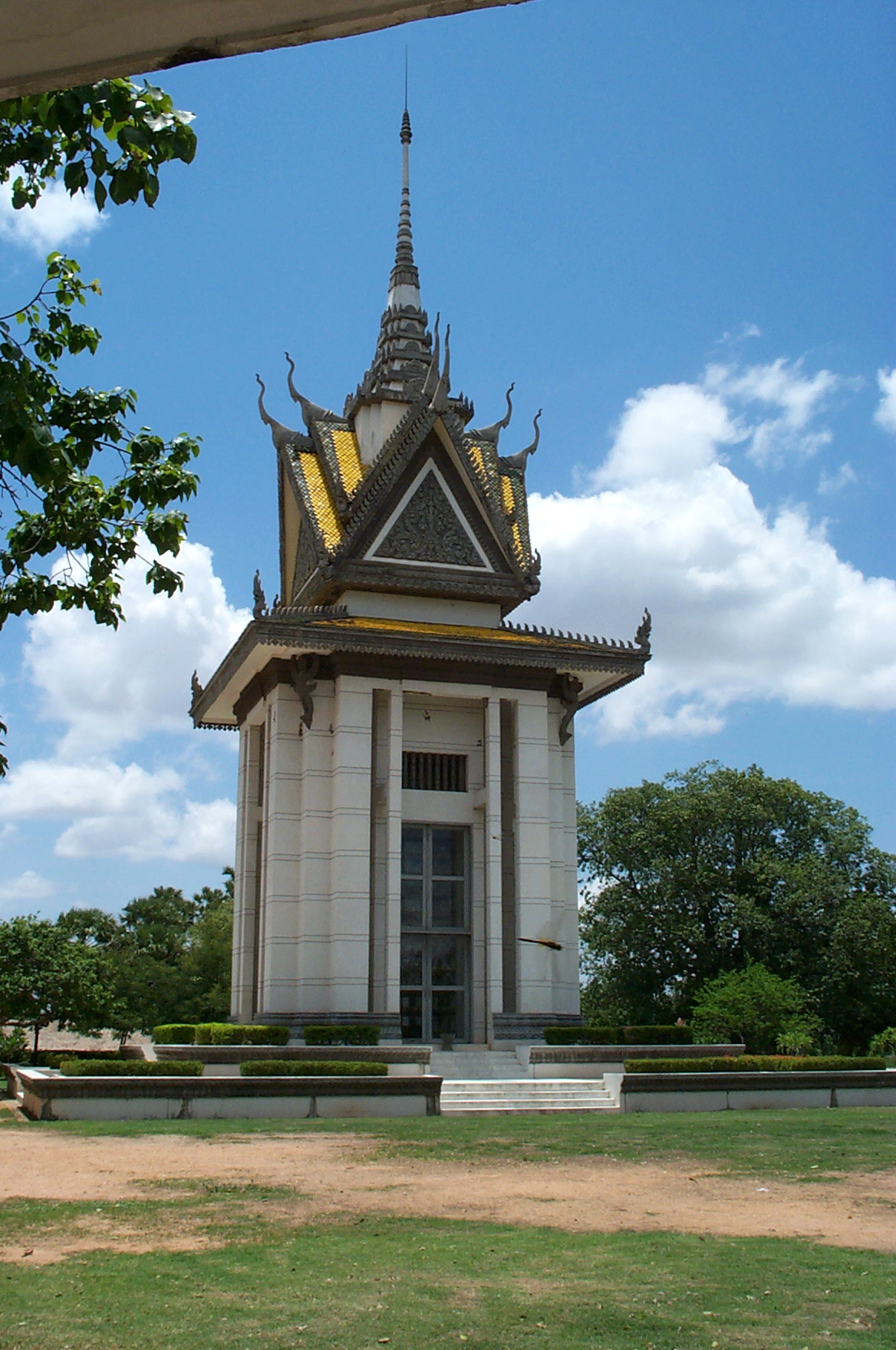
Stupan i Choeung Ek.

Choeung Ek är en minnesplats i Kambodja över Röda khmerernas massmord och systematiska avrättningar. Den är belägen i södra Phnom Penh, i distriktet Khan Dângkaô, omkring 17 kilometer från centrum. Platsen kallas ofta Killing Fields, vilket är missvisande, då Choeung Ek bara är ett av många Killing Fields i Kambodja. Under Röda khmerernas regim slussades intellektuella, utlänningar, homosexuella, religiösa och enligt regimen störande människor till platser som Choeung Ek för avrättning, ofta efter tortyr i fängelser som S-21 Tuol Sleng.
Idag har man upprättat flera monument till de 9 000 människor funna i massgravarna vid Choeung Ek, bland annat en buddhistisk stupa fylld med kranier och andra kvarlevor av mördade. I massgravarna och stigarna i området kan man fortfarande se människoben, tänder och kläder sticka upp ur jorden. Den nuvarande kambodjanska regeringen uppmuntrar turister att besöka Choeung Ek.